# Harry Gration
Harry John Gration MBE DL (22 de octubre de 1950 - 24 de junio de 2022) era un periodista y locutor inglés. Era uno de los presentadores principales del programa de la revista regional de Yorkshire de la BBC Look North. Los medios de comunicación le llamaban a menudo el Sr. Yorkshire.

## Juventud
Nacido en Bradford, West Riding de Yorkshire, hijo de Nina (de soltera Smith) y Morris Gration, Gration se crio en una casa adosada en la ciudad. Su padre era un químico que era gerente en una tienda Boots en la ciudad y la promoción llevó a la familia primero a Leeds, luego a York. Gration se educó en Leeds Grammar School y en St Peter's School en York, y después de dejar la educación, inicialmente pasó cinco años como profesor de historia y, finalmente, como director de historia en La Academia Rodillian, una escuela en Lofthouse, cerca de Leeds.</ref>

## Carrera profesional
Mientras seguía enseñando, Gration se convirtió en comentarista deportivo en los partidos de la liga de rugby, lo que le llevó a firmar un contrato de tres meses con la BBC. Luego cuando se unió a BBC Radio Leeds en 1978, renunció a su puesto de profesor y se dedicó a la radiodifusión a tiempo completo.
Gration comenzó a presentar en 1982. Para 2018, Gration había estado transmitiendo con la BBC durante 40 años, aunque estuvo un tiempo en BBC South Today, donde copresentó con Sally Taylor entre 1995 y 1999. Presentó junto a Judith Stamper, Clare Frisby, Christa Ackroyd, y su última copresentadora fue Amy García.
Apareció en Top Gear en el 2010, y en 2013 Gration fue designado como Miembro del Orden del Imperio Británico (MBE) en el 2013 Birthday Honours por su trabajo en radiodifusión.
Gration apareció regularmente en la pantomima navideña anual en el York Theatre Royal en un segmento filmado con su estrella principal y escritor, Berwick Kaler. En la producción de Cenicienta de 2016, Gration apareció en lencería femenina.
El 13 de octubre de 2020, Gration anunció su jubilación de BBC. Su última aparición como presentador principal en Look North, fue el 21 de octubre de 2020, el día antes de su cumpleaños septuagésimo.

## Oficina pública
En diciembre de 2009, Gration siguió los pasos de su colega de Look North y alcalde de Wetwang, Paul Hudson, cuando fue declarado alcalde honorario de Burn. En junio de 2018, Gration realizó la ceremonia de boda entre Keeley Donovan y Johnny I'Anson en Knaresborough; Donovan es presentador y reportero meteorológico de Look North e I'Anson también transmite para la BBC.
Fue teniente adjunto de North Yorkshire.

## Vida personal
Gration se casó tres veces y tuvo seis hijos. Sus dos primeros matrimonios con Hilary Gardner (m. 1974) y Rowena Cluness (m. 1984) terminaron en divorcio. Se casó con su tercera esposa, Helen Chene, en 2001. Gration murió repentinamente el 24 de junio de 2022 a la edad de 71 años.